# Ilchester Cheese Company
L'Ilchester Cheese Company  est une entreprise laitière basée à Ilchester, Somerset. La marque Ilchester appartient à Norseland, une filiale de la laiterie Norvégienne Tine BA. Ilchester ne fabrique aucun fromage à partir de lait mais est spécialisée dans le mélange de divers fromages anglais avec d'autres ingrédients comme de la bière, des fruits ou divers fromages entre eux. L'Applewood et le Five Counties sont des fromages fabriqués par l' Ilchester Cheese Company.

## Sources
- (en) Cet article est partiellement ou en totalité issu de l’article de Wikipédia en anglais intitulé « Ilchester Cheese Company » (voir la liste des auteurs).